# دیو و دلبر (سریال ۲۰۱۲)
دیو و دلبر سریال دیو دلبر (به انگلیسی :Beauty & the Beast) یک سریال تلویریونی آمریکایی بسیار آزادانه که از یکی از سریالهای ۱۹۸۷ CBS الهام گرفته شده است.
این سریال در ۱۱ اکتبر ۲۰۱۲ به نمایش درآمد. در ۹ نوامبر ۲۰۱۲ شبکه cw دستور ساخت یک فصل ۲۲ قسمته کامل از سریال را صادر کرد. در ۲۶ آوریل ۲۰۱۳، cw مجدد سری دوم را با۲۲ قسمت کامل ساخت.

## خلاصه داستان
کارگاه کاترین چاندلر یک کارآگاه باهوش است که با همکارش تس کار می‌کند. سالها قبل کاترین شاهد به قتل رسیدن مادرش توسط دو مرد مسلح، دو مرد مسلحی که او را هم کشته بودند البته اگر از این واقعیت بگذریم که چیزی دخالت کرد و زندگی او را نجات داد. همه بر این باور بودند که یک حیوان وحشی جان کاترین را نجات داده است. حالا کاترین تبدیل به یک زن توانا و قوی شده است اما هنوز بر این باور است که یک انسان زندگیش را نجات داد نه یک جانور. در ضمن بررسی یکی از جنایات اخیر، سرنخی کاترین را بسوی دکتر وینسنت کلر که یک مرد جذاب است هدایت می‌کند مردی که ظاهراً در حال خدمت در افغانستان در سال ۲۰۰۲ کشته شده است. البته معلوم می‌شود که وینسنت در واقع زنده است و او همان مردی است که زندگی کاترین را نجات داده. اما او برای ۱۰ سال گذشته در خفا زندگی می‌کرده است زیرا وضعیتش باعث تبدیل او به یک دیو هنگام عصبانی شدن می‌شود. کاترین پس از ملاقات با وی یک معامله می‌کند: کاترین راز او را در صورتی نگه خواهد داشت که بتواند به او در خصوص پیدا کردن قاتل مادرش کمک کند. همکاری آنها ادامه پیدا می‌کند و البته این دو بعد از مدتی دلبسته یکدیگر می‌شوند و...